# 灰色の月
『灰色の月』は、志賀直哉の短編小説。雑誌『世界』の1946年1月号（創刊号）に掲載された。

## あらすじ
戦後間もない時、東京駅で連れの二人と別れた「私」は山手線品川廻りの電車に乗車する。横に座る少年工が身体を揺すり続けていることを不気味に思い、不自然ではない程度に間を開けて隣に座った。次第に混雑していく車内で、血色のいい丸顔の若者と四十くらいの男が荷物の置き場所を譲り合う姿を見て「一ト頃は人の氣持も大分變つてきた」と気持ちよく思った。体を揺すり続けている少年工を乗車してきた会社員のうちの一人が笑うが、若者の「一歩手前ですよ。」という言葉で少年工が極度の飢餓状態にあることを悟る。窓の外を見ようとした少年工が体勢を崩して私に寄りかかってくるが、少年工を気の毒に思う「私」の気持ちを裏切って、「私」の身体は肩で突き返してしまう。上野へ行く予定だった少年工は乗り越してしまったことを告げられるも「どうでもかまはねえや」と独り言を言う。乗客たちは少年工を気の毒に思うも助けることができず、「私」もまた同様のことを考えて「暗澹たる気持ち」を抱えたまま渋谷駅で降車する。昭和二十年十月十六日の事である。

## 登場人物
私
この物語の視点人物であり、語り手。品川廻りの電車に乗車し、少年工の隣に「不気味」に思いながらも座る。少年工に寄りかかられたときに後から不思議に思うのだが、反射的に少年工を肩で突き返してしまう。「暗澹たる気持ち」を抱きながら渋谷駅で降車する。
少年工
「私」が隣に座った十七、八の餓死寸前の少年。渋谷で乗車し、上野で降りるつもりだったが乗り越してしまう。しかし、それを指摘されても「どうでもかまはねえや」と言う。
二十五六の血色のいい丸顔の若者
有楽町か新橋で乗車してきたと思われる若者。後から乗って来た四十位の男との荷物の置き場の譲り合いをする。少年工が会社員に笑われたときに「一歩手前ですよ」と注意した。
リュックサックを背負った四十位の男
血色のいい若者と荷物の譲り合いをした男性。
会社員
少年工の顔を笑った四、五人の会社員のうちの一人。
大きな男
少年工の肩に手をかけて「何所まで行くんだ」と訊いた男性

## 異同
◯志賀直哉全集　第四巻　昭和十八年十月十八日発行　岩波書店　後記より
①昭和21年１月１日発行の『世界』創刊号に発表される。ルビはない。
②昭和23年３月　小山書店より刊行された『翌年』に収録される。執筆年月が明示され、
「後前」「窓外」などいささかのルビがふられる。（挿入、削除についての修訂はない）
③本巻において、初出の「冷え冷え」「むかふ」のほか異同はない。
◯志賀直哉全集　第七巻　平成十一年六月七日発行　岩波書店　後記より
①昭和23年小山書店から発行された『翌年』に収録され、執筆年月が記された。
ルビの異同などを除けば、大きな修訂は施されていない。
以上により、ルビが多少ふられたほかには大きな異同はみられない。
また、後記に記されている草稿についてでは「灰色の月」にいたるまでに、
「白いつき」「白い月」「しろい月」「しろいつき」
と表題の模索がされていたことをうかがうことができる。

## モデル人物
志賀直哉全集　第四巻　昭和十八年十月十八日発行　岩波書店より
後記「続々創作余談」についての解説を引用する。
　　『灰色の月』はあの通りの経験をした。あの場合、あの子供をどうしてやつたらいいか、
　　仮に自家へ連れてきても、自家の者だけでも足りない食料で、また、自身を考へても程度こそ異ふが、
　　すでに軽い栄養失調にかかつてゐる時で、どうする事も出来なかつた。全くひどい時代だつた。
　　（中略）批評で、私がこの子供の為めに何もしなかったことを非難した人が何人かあったが、
　　わたしはその非難した人達に同じ事を経験させて見たいと思つた。
自身の経験をもとにした小説であり、私＝志賀直哉であることが考えられる。
「続々創作余談」とは、志賀直哉の三つの自作解説の一つで、『志賀直哉全集第十巻』（岩波書店　昭和三十年九月二十六日）
「随想集二」欄に掲載されている。他に「創作余談」「続　創作余談」がある。